# Korneuburg
Korneuburg – miasto powiatowe w Austrii, w kraju związkowym Dolna Austria, siedziba powiatu Korneuburg. Leży nad Dunajem, ok. 12 km na północny zachód od Wiednia. Liczy 12 473 mieszkańców (1 stycznia 2014).

## Historia
Początkowo przez wiele lat Korneuburg połączony był wraz z Klosterneuburgiem pod wspólną nazwą Nivenburg.